# Сјај и беда утопије
Сјај и беда утопије је књига српског писца Мирка Ђорђевића, објављена 2006. године за српску реч. 
Књига говори о историјски покушајима остварења утопије, о тоталитарним промашајима и о евентуалним могућности остварења тог политичког концепта.